# 地理系统
地理系统，是一个地理学概念。指某一个特定时间和特定空间的，由两个以上相互区别又相互联系、相互制约的地理要素或过程所组成的，并具有特定的功能和行为，与外界环境相互作用，并能自动调节和具有自组织功能的整体。地理要素可以是：资源、环境、经济、社会等，或者地质、地貌、气候、土壤、植被、水文、经济与社会等。
地理系统是一种宏观范围的时空有序结构，具有自组织功能。这种功能表现在地理系统形成和发展的整体过程中，经历着混沌、平衡演变等不同阶段。地理系统的自组织，指系统在无外界的强迫条件下，系统自发形成的有序行为，具备自身调节功能。地理系统及其各子系统(如河流、湖泊子系统、森林、草原子系统等)，都具有自组织功能，例如沙漠中的灌木、高山岩石中的树木等。都是地理系统自组织行为的结果。
地理系统形成之初，呈混沌状态，研究这种状态的理论是混沌理论。地理系统发展过程中，自组织行为的结果表现为地理系统的平衡状态。描述这种平衡状态的有地理系统协同论、人与自然相互作用理论、人地系统论、整体性与分异性理论、地带性规律、地理空间结构与空间功能、区位理论等。